# Мелікян Єгіше Мелікович
Єгіше Мелікович Мелікян (вірм. Եղիշե Մելիքի Մելիքյան; нар. 13 серпня 1979, Єреван, СРСР) — вірменський футболіст, захисник.
Виступав за збірну Вірменії.

## Клубна кар'єра
У Вірменії виступав за декілька команд Прем'єр-ліги. В «Металург» перейшов 2002 року, за чотири сезони провів 64 гри забив 1 гол. Також грав в оренді за алчевську «Сталь».
В кінці січня 2010 року підписав річний контракт з клубом «Улісс». В кінці червня Мелікян, за обопільною згодою розірвав контракт з клубом і повинен був відправитися на Кіпр на перегляд до клубу «Етнікос». Примітним фактом є те, що через кілька днів «Улісс» повинен був взяти участь в Лізі Європи. Але поїздка не відбулася і Мелікян замість Кіпру опинився на Україні, де у футбольному клубі «Севастополь», який завоював путівку у вищу лігу, проходив огляд. Однак і в «Севастополі» Мелікян не пройшов перегляд. У середині серпня стало відомо, що Мелікян підписав короткостроковий контракт з клубом з української Першої ліги «Кримтеплиця» з Молодіжного. Контракт з клубом Мелікян підписав до кінця року, при цьому додавши, що умови, запропоновані клубом, його повністю влаштовують.
У січні 2011 року Мелікян прибув в Гюмрі, де в місцевому «Шираці» почав проводити свої тренування. Провівши перегляд клуб уклав річний контракт з Мелікяном. Через місяць за взаємною згодою контракт був розірваний. До цього часу Мелікян встиг пройти перегляд у криворізькому «Кривбасі». В результаті опинився в «Закарпатті», що виступала на той момент у Першій лізі України. Через сезон клуб став чемпіоном у Першій лізі і завоював путівку в Прем'єр-лігу. Таким чином Мелікян, через кілька сезонів, знову опинився у вищій лізі чемпіонату України. Гру Мелікяна оцінив капітан команди Олександр Надь, визначивши його як знахідку для своєї команди. 2012 року вірменин завершив ігрову кар'єру.

## Кар'єра в збірній
Виступав за юніорську, юнацьку і молодіжну збірну Вірменії. За національну збірну провів 29 матчів.

## Кар'єра тренера
2015 року працював старшим тренером донецького «Металурга» до 19 років і до 21 року, потім очолював команду до 19 років у кам'янській «Сталі», в якій із січня 2016 року став працювати асистентом головного тренера Еріка ван дер Мера.

## Досягнення
Гравець
- «Спартак» (Єреван)
  - Чемпіон Вірменії: 2000
  - Фіналіст Суперкубка Вірменії: 1999
- «Бананц»
  - Бронзовий призер чемпіонату Вірменії: 2007
  - Володар Кубка Вірменії: 2007
  - Фіналіст Кубка Вірменії: 2008
  - Фіналіст Суперкубка Вірменії: 2008
- «Улісс»
  - Бронзовий призер чемпіонату Вірменії: 2010
- «Металург» (Донецьк)
  - Бронзовий призер чемпіонату України: 2002/03

Тренер
- «Пюнік
  - Чемпіон Вірменії: 2021-22, 2023-24